# Xavier Giannoli
Xavier Giannoli (Neuilly-sur-Seine, 7 de marzo de 1972) es un director de cine, guionista y productor francés. En 2010 fue nombrado caballero de la Orden de las Artes y las Letras.
En 2015 estrenó Madame Marguerite, una película de comedia y drama basada en la vida de Florence Foster Jenkins.
En 2021 presentó Las ilusiones perdidas, una película con guion del propio Giannoli y Jacques Fieschi basada en la novela homónima de Honoré de Balzac y protagoniza por Benjamin Voisin, Xavier Dolan, Vincent Lacoste, Cécile de France, Gérard Depardieu y Jeanne Balibar.

## Filmografía

### Director / guionista
| Año  | Título                             |          |           | Notas |
| Año  | Título                             | Director | Guionista | Notas |
| ---- | ---------------------------------- | -------- | --------- | --- |
| 1993 | Le Condamné                        | Sí       | Sí        | Cortometraje |
| 1994 | Terre sainte                       | Sí       | Sí        | Cortometraje |
| 1995 | J'aime beaucoup ce que vous faites | Sí       | Sí        | Cortometraje |
| 1996 | Dialogue au sommet                 | Sí       |           | Nominado al Premio César al mejor cortometraje 1997 |
| 1998 | L'interview                        | Sí       | Sí        | Premio César al mejor cortometraje 1999 |
| 2003 | Cuerpos ansiosos                   | Sí       | Sí        | |
| 2005 | Une aventure                       | Sí       | Sí        | |
| 2006 | Quand j'étais chanteur             | Sí       | Sí        | Nominado Premio César al mejor guion original 2007 Nominado Premio César a la mejor película 2007 Palma de Oro del Festival de Cine de Cannes                                |
| 2009 | À l'origine                        | Sí       | Sí        | Nominada Premio César a la mejor película 2010 Nominado Premio César a la mejor dirección 2010 Nominado Premio César al mejor guion original 2010                            |
| 2012 | Superstar                          | Sí       | Sí        | |
| 2015 | Marguerite                         | Sí       | Sí        | Nominada Premio César a la mejor película 2016 Nominado Premio César a la mejor dirección 2016 Nominado Premio César al mejor guion original 2016                            |
| 2018 | La aparición                       | Sí       | Sí        | |
| 2021 | Las ilusiones perdidas             | Sí       | Sí        | Ganadora Premio César a la mejor película 2022 Nominado Premio César a la mejor dirección 2022 Ganador Premio César a la mejor adaptación 2022 Coescrita con Jacques Fieschi |

### Productor
| Año  | Título                | Notas              |
| ---- | --------------------- | ------------------ |
| 2002 | Demonlover            |                    |
| 2004 | Clean                 |                    |
| 2011 | Declaración de guerra | Productor asociado |